# Francesca Annis
Francesca Annis (Rio de Janeiro, 14 maggio 1945) è un'attrice britannica.

## Biografia
Nata in Brasile, i suoi genitori erano Lester William Anthony Annis e la franco-brasiliana Mariquita Purcell. Ha due fratelli, Quenton D. e Tony P. Annis. Si trasferì con la sua famiglia in Inghilterra quando aveva sette anni.
Studia inizialmente come ballerina classica e compare in qualche film, ma decide di dedicarsi esclusivamente alla recitazione dopo aver ottenuto una parte nel kolossal Cleopatra (1963), dove è una delle ancelle. Successivamente lavora molto per la televisione, in particolare interpreta il ruolo di Estella in una riduzione di Grandi speranze tratto da Charles Dickens. La grande occasione le viene offerta dal regista Roman Polański che la vuole come protagonista femminile del suo Macbeth (1971).
Gli anni settanta la vedono protagonista sui palcoscenici londinesi di molti altri drammi shakespeariani. Negli anni ottanta torna in televisione per interpretare a fianco di James Warwick la serie In due s'indaga meglio, tratta dai gialli scritti da Agatha Christie con protagonisti Tommy e Tuppence Beresford.
Francesca Annis ha avuto tre figli dalla relazione con Patrick Wiseman. Ha avuto anche una lunga relazione con l'attore Ralph Fiennes, iniziata nel 1994 e terminata nel 2006, e una con il cantautore Shawn Phillips alla fine degli anni '60.

## Filmografia parziale

### Cinema
- Scambiamoci le mogli (His and Hers), regia di Brian Desmond Hurst (1961)
- Cleopatra, regia di Joseph L. Mankiewicz (1963)
- Chiamate West 11: risponde un assassino (West 11), regia di Michael Winner (1963)
- Assassinio sul palcoscenico (Murder Most Foul), regia di George Pollock (1964)
- The Eyes of Annie Jones, regia di Reginald Le Borg (1964)
- Flipper contro i pirati (Flipper's New Adventure), regia di Leon Benson (1964)
- Un priore per Scotland Yard (Crooks in Cloisters), regia di Jeremy Summers (1964)
- Le ragazze del piacere (The Pleasure Girls), regia di Gerry O'Hara (1965)
- La ragazza con il bastone (The Walking Stick), regia di Eric Till (1970)
- Macbeth (The Tragedy of Macbeth), regia di Roman Polański (1971)
- Krull, regia di Peter Yates (1983)
- Dune, regia di David Lynch (1984)
- Under the Cherry Moon, regia di Prince (1986)
- The Debt Collector, regia di Anthony Neilson (1999)
- The Libertine, regia di Laurence Dunmore (2004)
- Revolver, regia di Guy Ritchie (2005)
- King of Thieves, regia di James Marsh (2018)

### Televisione
- In due s'indaga meglio (Agatha Christie's Partners in Crime) - miniserie TV, 10 episodi (1985)
- Copenhagen - film TV, regia di Howard Davies (2002)
- Cranford - miniserie TV, 6 episodi (2007)
- Miss Marple (Agatha Christie's Marple) - serie TV, episodio 3x01 (2007)

## Teatro (parziale)
- Lo zoo di vetro di Tennessee Williams, regia di Frederick Jaeger. Bristol Hippodrome di Bristol (1967)
- Amleto di William Shakespeare, regia di Tony Richardson. Lunt-Fontanne Theatre di Broadway (1968)
- Misura per misura di William Shakespeare, regia di Keith Hack. Royal Shakespeare Theatre di Stratford-upon-Avon (1974)
- Romeo e Giulietta di William Shakespeare, regia di Trevor Nunn, con Ian McKellen. Royal Shakespeare Theatre di Stratford-upon-Avon (1974), Aldwych Theatre di Londra (1977)
- Troilo e Cressida di William Shakespeare, regia di John Barton. Royal Shakespeare Theatre di Stratford-upon-Avon (1976), Aldwych Theatre di Londra (1977)
- La commedia degli errori di William Shakespeare, regia di Trevor Nunn, con Judi Dench. Royal Shakespeare Theatre di Stratford-upon-Avon (1976)
- Un mese in campagna di Ivan Sergeevič Turgenev, regia di Peter Gill. National Theatre di Londra (1981)
- Tre sorelle di Anton Čechov, regia di Elijah Moshinsky. Greenwhich Theatre e Noël Coward Theatre di Londra (1987)
- Rosmersholm di Henrik Ibsen, regia di Annie Castledine. Young Vic di Londra (1991)
- Il ventaglio di Lady Windermere di Oscar Wilde, regia di Philip Prowse. Noël Coward Theatre di Londra e tour britannic (1994)
- Amleto di William Shakespeare, regia di Jonathan Kent, con Ralph Fiennes. Almeida Theatre di Londra, Belasco Theatre di Broadway (1995)
- Spettri di Henrik Ibsen, regia di Richard Phillips. Harold Pinter Theatre di Londra (2001)
- Company, libretto di George Furth, colonna sonora di Stephen Sondheim, regia di Jonathan Munby. Crucible Theatre di Sheffield (2011)
- The Children di Lucy Kirkwood, regia di James Macdonald. Royal Court Theatre di Londra (2016), Samuel J. Friedman Theatre di Broadway (2017)
- Amleto di William Shakespeare, regia di Sean Mathias. Theatre Royal di Windsor (2021)
- Il giardino dei ciliegi di Anton Čechov, regia di Sean Mathias. Theatre Royal di Windsor (2021)

## Riconoscimenti

### British Academy Television Awards
- 1974 – Candidatura per la miglior attrice per A Pin to See the Peepshow
- 1966 – Candidatura per la miglior attrice per Madame Bovary
- 1979 – Miglior attrice per Lillie
- 1998 – Candidatura per la miglior attrice per Reckless
- 1999 – Candidatura per la miglior attrice per Reckless
- 2000 – Candidatura per la miglior attrice per Wives and Daughters

### Premio Laurence Olivier
- 1977 - Candidatura per la miglior attrice per Troilo e Cressida

## Doppiatrici italiane
- Vittoria Febbi in Assassinio sul palcoscenico
- Paila Pavese in Krull
- Germana Dominici in Dune
- Antonella Giannini in The Libertine
- Lisa Mazzotti in In due s'indaga meglio
- Ludovica Modugno in Jane Eyre